# Tristan và Iseult
Tristan và Iseult (Pháp văn : Tristan et Iseut, Đức văn : Tristan und Isolde, Việt văn : Tiểu-nhiên và Mị-cơ) là nhan đề do hậu thế đặt cho một truyền kì xuất hiện tại Tây Âu vào khoảng thế kỉ XII.
Huyền thoại này được coi là tiên khởi cho dòng văn học lãng mạn từ trung đại về sau.

## Lịch sử
Tình sử Tristan và Iseult xuất hiện sớm nhất là trong văn bản Cổ Pháp ngữ Tristan en prose do tác giả nặc danh soạn thời kì 1230-40 và thịnh hành trong giới ngâm du thi nhân. Khởi thủy, tác phẩm lấy ý từ quan hệ tam giác vua Arthur - vương hậu Guenièvre - kị sĩ Lancelot để sáng tạo các nhân vật vua Marc xứ Cornouaille - công chúa Iseult xứ Éire - kị sĩ Tristan. Trong đó, đôi nhân vật Marc và Tristan (hoặc Tristram, Tristain) đã hiện diện từ lâu trong truyền thuyết Đoàn Trác huynh đệ.

## Nội dung
Huyền thoại Tristan và Iseult cho tới nay đã qua không ít biến đổi nhờ sự bổ khuyết của rất nhiều tác giả cả hữu danh và vô danh, nhưng tựu trung, kết cấu vẫn được giữ nguyên.

### Guenièvre và Lancelot

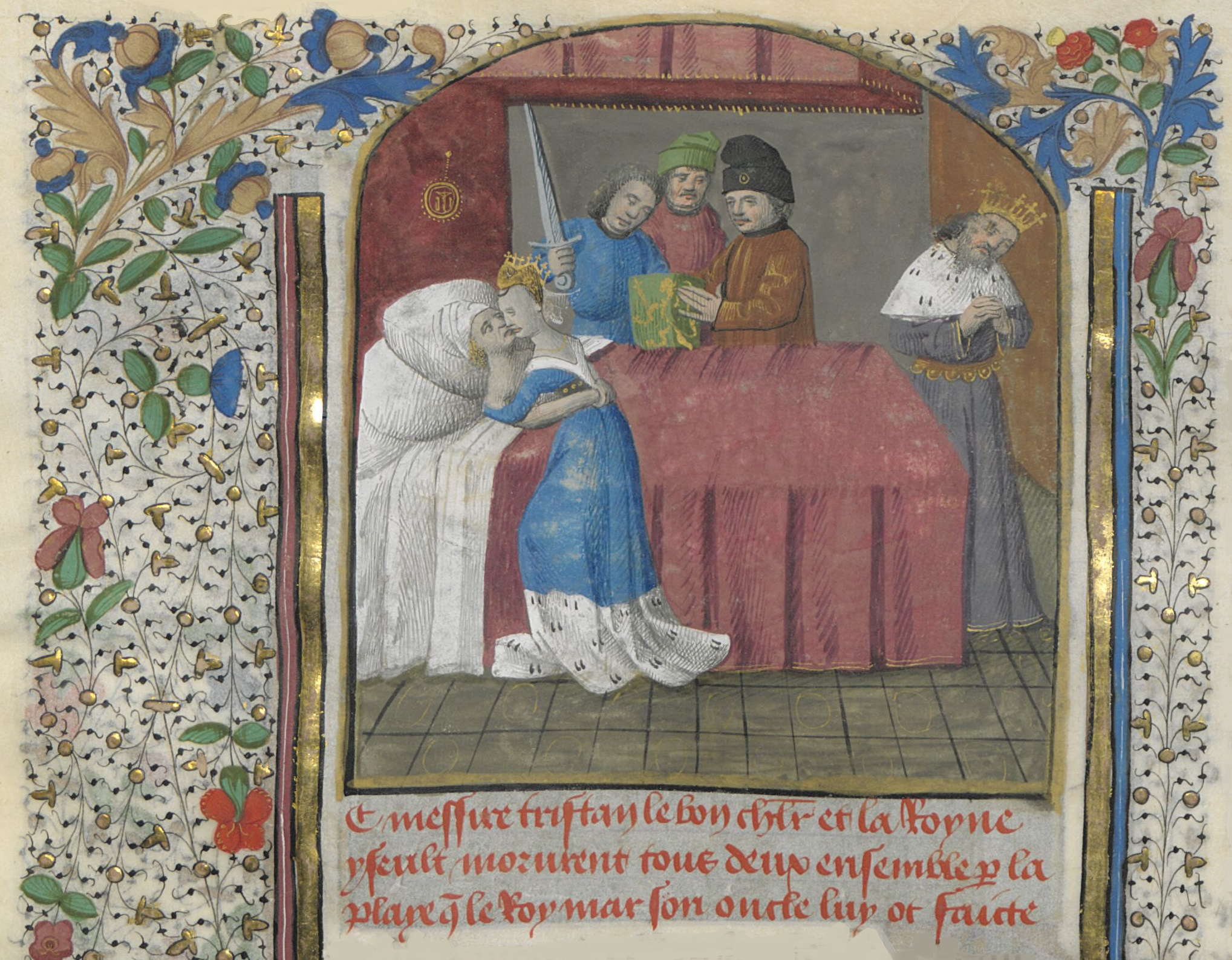
Thủ bản thế kỉ XV minh diễn tích Tristan và Iseult.

Kị sĩ Lancelot nghe đồn vua Arthur tuyển kị nhân gia nhập Đoàn Trác huynh đệ đặng đi tìm Thánh Tước, bèn lặn lội từ Đông Francia sang Camelot dự hội đấu thương. Ông vô tình gặp vương hậu Guenièvre từ cửa sổ tháp cao ngó xuống, đem lòng mê, mới xin bà tặng chiếc khăn để quấn vào võ khí làm lưu niệm. Theo truyền thống, bà bèn chúc phước cho ông gặp hạnh vận. Tại hội thi, Lancelot lần lượt đả bại nhiều kị sĩ trứ danh hơn và chiếm ngôi quán quân, vì vậy, ông càng ngưỡng mộ Guenièvre. Tuy nhiên, vua Arthur tỏ ra mến tài ông và trao quyền cai trị lâu đài Camelot trong thời gian ngài chinh phục Thánh Tước.
Mười năm, rồi hai mươi năm, Đoàn Trác huynh đệ vẫn mải miết viễn chinh. Vương hậu Guenièvre ở lâu đài vò võ ngóng phu quân, dần ngã vào lòng Lancelot hào hoa phong nhã. Cuộc tư tình này bị phù thủy Merlin phát giác, nhưng ông tìm cách ém nhẹm. Tuy vậy, tin đồn mỗi lúc một lớn lên và trở thành ác độc khiến cả Guenièvre và Lancelot đều âu lo. Đồng thời, vợ Lancelot là Elaine vì đau khổ trước tin chồng ngoại tình mà chết, để lại đứa con dại Galahad.
Ngày vua Arthur về vì sứ mạng thất bại, dân chúng đập cửa đòi đem Guenièvre và Lancelot ra phán xét. Trước áp lực của đám đông hung hãn, vua đành cho lập giàn hỏa rồi trói vương hậu vào cột. Tuy nhiên, ngài ngầm sai thuộc hạ thả Lancelot khỏi ngục, lại nhờ thầy Merlin hô phong hoán vũ. Giữa đám đông nhớn nhác chạy bão, Lancelot cướp Guenièvre đem đi biệt tích. Galahad phương trưởng rồi cùng cậu là Perceval tìm được Thánh Tước, cả hai đều hóa thánh. Còn vua Arthur bị đứa con rơi Mordred giết trong trận Camlann.

### Tristan và Iseult
- Tristan gặp Iseult

Đức vua Marc xứ Cornouaille quyết định liên hôn với vương thất Éire để củng cố thế lực ở mạn Tây quần đảo Anh. Ngài bèn biệt phái một người cháu tên là Tristan dong thuyền sang xứ Éire hộ tống vị hôn thê là công chúa Iseult về Cornouaille.
Ở đất Éire, trước khi khởi hành, vương hậu giúi vào tay Iseult lọ nước thần, bảo rằng, hãy chờ đêm tân hôn cho vua Marc uống thì ngài sẽ yêu càng tha thiết tới cuối đời. Nhưng trong lúc sơ ý, Tristan uống nhầm lọ thuốc, tự bấy đem lòng yêu Iseult.
- Tristan rời Iseult

Vì không kềm lòng được, Tristan toan rủ Iseult chạy trốn, song vua Marc chia quân đi tìm rồi bắt được họ đang lẩn trong rừng. Khi thấy cả hai dù yêu nhau nhưng vẫn giữ chừng mực, ngài tha chết cho Tristan và yêu cầu chàng rời quần đảo Anh.
Tristan phải sang Francia kết hôn tiểu thơ Isolde, ái nữ một công tước đầy quyền thế tại đại lục, cũng bởi cái danh ấy gần giống người tình cũ. Nhưng vì quá nặng lòng với Iseult, Tristan sinh quẫn mà trở bệnh, không thuốc nào trị nổi.
- Tristan tìm Iseult

Trong cơn đau khổ, Tristan biên thư xin Iseult tìm cách tới gặp mình lần cuối, vua Marc bắt được thư nhưng đành ngó lơ. Tristan vì bệnh nên không tự đi được nữa, bèn nhờ vợ ra cảng ngóng tin, lại dặn : Hễ thuyền Cornouaille buồm trắng là có Iseult, còn buồm đen là Iseult không tới.
Isolde vâng phục chồng, cũng ra bến và nhác thấy màu buồm trắng, nhưng vì ghen tương nên về nói ngược sự thật. Chẳng ngờ Tristan tuyệt vọng mà tắt thở vĩnh viễn. Khi Iseult tới thì đã quá trễ, bèn phẫn uất mà chết ; còn Isolde hối hận cũng tự vận.
Về sau, vua Marc cho chôn Tristan và Iseult chung mồ. Lạ thay, từ trong ấy trổ ra hai cái cây, dây leo cứ xoắn xuýt vào nhau không sao gỡ được.

## Phong hóa
Tristan và Iseult được coi là một trong những thành tựu đáng nể của văn chương thời đại Arthur, gây cái nền ổn vững cho văn chương, kịch nghệ và điện ảnh hiện đại.
Tại Việt Nam, từ năm 1941 tác gia Vũ Ngọc Phan đã dịch soạn phẩm Le roman de Tristan et Iseut (1900) của Joseph Bédier sang Việt ngữ dưới nhan đề Tiểu-nhiên và Mị-cơ kèm tựa "Tặng Hằng Phương, Mị Cơ của lòng tôi", cho tới 2020 vẫn là bản dịch Việt văn duy nhất.
| Nhớ người ba hôm nay Đời thấy càng đáng sống Sống để mà say Say suối tóc ngày xưa bây giờ bắt gặp Phải chăng nguồn thông cảm là đây Phút chốc em thành thần nữ Ngự trị hồn ta Một tình thương yêu liều lĩnh... Bạn càng kể đời em Lại càng như rượu mạnh Rượu mà Tiểu Nhiên và Mị Cơ Đã cùng uống trộm Trong thiên truyện tình bất tử ngày xưa — Trích Quang Dũng, Trắc ẩn | Ai đốt Cô Tô thành vì đôi mắt giai nhân hề, Lửa cháy bao đêm ròng thành quách tan. Ai trót nhấp men tình để Mị Cơ thương nhớ, Khi thác rồi Tiểu Nhiên vẫn còn mơ. Ai xui ta gặp nhau để tình gây oan trái, Để tình anh bẽ bàng và tình em lỡ làng, Và ngàn sau lá vàng khóc tình ta. — Trích Đoàn Chuẩn - Từ Linh, Vàng phai mấy lá |

## Liên kết
1. ↑  Đại lược cổ văn Tây phương (kỳ 1)
2. ↑  Bruce, Christopher W. (1999). The Arthurian name dictionary. Taylor & Francis. tr. 271. ISBN 0-8153-2865-6. Truy cập ngày 27 tháng 1 năm 2022.
3. ↑  Spring, Adam; Peters, Caradoc (tháng 12 năm 2014). "Developing a low cost 3D imaging solution for inscribed stone surface analysis". Journal of Archaeological Science. Quyển 52. tr. 97–107. Bibcode:2014JArSc..52...97S. doi:10.1016/j.jas.2014.08.017.
4. ↑  Jeffrey Gantz (translator), Culhwch and Olwen, from The Mabinogion, Penguin, 1976. ISBN 0-14-044322-3
5. ↑  Tiểu Nhiên và Mị Cơ - Dịch phẩm
6. ↑  Chàng Tristan của thế kỉ XX
7. ↑  Vũ Ngọc Phan và cái 'hậu' của thế kỉ XX

### Quốc văn
- Khi Tristram gặp Isolde (tiểu luận Joyce Carol Oates)
- Nhạc kịch Tristan und Isolde của Wagner Lưu trữ ngày 23 tháng 3 năm 2017 tại Wayback Machine
- Tình sử đẹp nhất trung đại trong thế giới âm nhạc Wagner

### Ngoại văn
- Overview of the story Lưu trữ ngày 24 tháng 8 năm 2007 tại Wayback Machine
- "Romance of Tristan and Isolde" Free PDF eBook Lưu trữ ngày 28 tháng 11 năm 2016 tại Wayback Machine
- Béroul : Le Roman de Tristan
- Thomas d'Angleterre : Tristan
- Transcription and page images of the Auchinleck manuscript
- The libretto for Wagner's opera, bilingual English and German
- Tristan page from the Camelot Project Lưu trữ ngày 10 tháng 2 năm 2013 tại Wayback Machine
- Bibliography of Modern Tristaniana in English Lưu trữ ngày 3 tháng 1 năm 2012 tại Wayback Machine
- Tristan and Iseult, audio version